# Campanha presidencial de Dilma Rousseff em 2010
A campanha presidencial de Dilma Rousseff em 2010 foi apoiada pela coligação eleitoral de centro-esquerda Para o Brasil seguir mudando, que foi formada ao redor do Partido dos Trabalhadores (PT) para disputar à eleição presidencial de 2010 no Brasil. Foi composta por dez partidos: PT, PMDB, PCdoB, PDT, PRB, PR, PSB, PSC, PTC e PTN. Em 14 de outubro de 2010, o PP se juntou não-oficialmente à coligação. Dilma Rousseff, do PT, teve como vice Michel Temer (PMDB). Eles foram eleitos no dia 31 de outubro de 2010 e tomaram posse no dia 1° de janeiro de 2011.

## Antecedentes
Em abril de 2007, Dilma já era apontada como possível candidata à presidência da República. No mês seguinte, Dilma afirmou que era simpática à ideia. Em outubro do mesmo ano, jornais estrangeiros, como o argentino La Nación e o El País, já indicavam que ela era um nome forte à sucessão de Luiz Inácio Lula da Silva. Lula passou a fazer uma superexposição de Dilma para testar seu potencial como candidata. Em abril de 2008, a The Economist indicava que sua candidatura não parecia ainda viável, pois era pouco conhecida, ainda que fosse a ministra mais poderosa de Lula.
Em dezembro de 2008, o presidente Lula disse que jamais conversara com Dilma sobre sua possível candidatura para as eleições presidenciais de 2010, dizendo ter apenas insinuado. Para Lula, seria a "pessoa mais gabaritada" para sucedê-lo. Em outubro de 2009, Dilma e Lula foram acusados pela oposição de estarem fazendo propaganda eleitoral antes do prazo durante visitas feitas pelo Presidente às obras de Transposição do Rio São Francisco. O episódio ganhou mais notoriedade quando o Presidente do Supremo Tribunal Federal, Gilmar Mendes, comentou o caso.

## Campanha
Sua candidatura foi oficializada em 13 de junho de 2010, em convenção nacional do Partido dos Trabalhadores realizada em Brasília. Foi também referendado o nome do então presidente da Câmara dos Deputados, Michel Temer (PMDB) como seu vice. Participaram da mesa, entre outros, o ex-ministro José Dirceu, o líder do PT na Câmara, Fernando Ferro, e o secretário-geral da legenda, José Eduardo Cardozo. Sua candidatura foi apoiada por figuras famosas como Chico Buarque, Beth Carvalho, Alceu Valença, Elba Ramalho, Emir Sader, Oscar Niemeyer, Leonardo Boff, e Marilena Chauí.

### Programa de governo

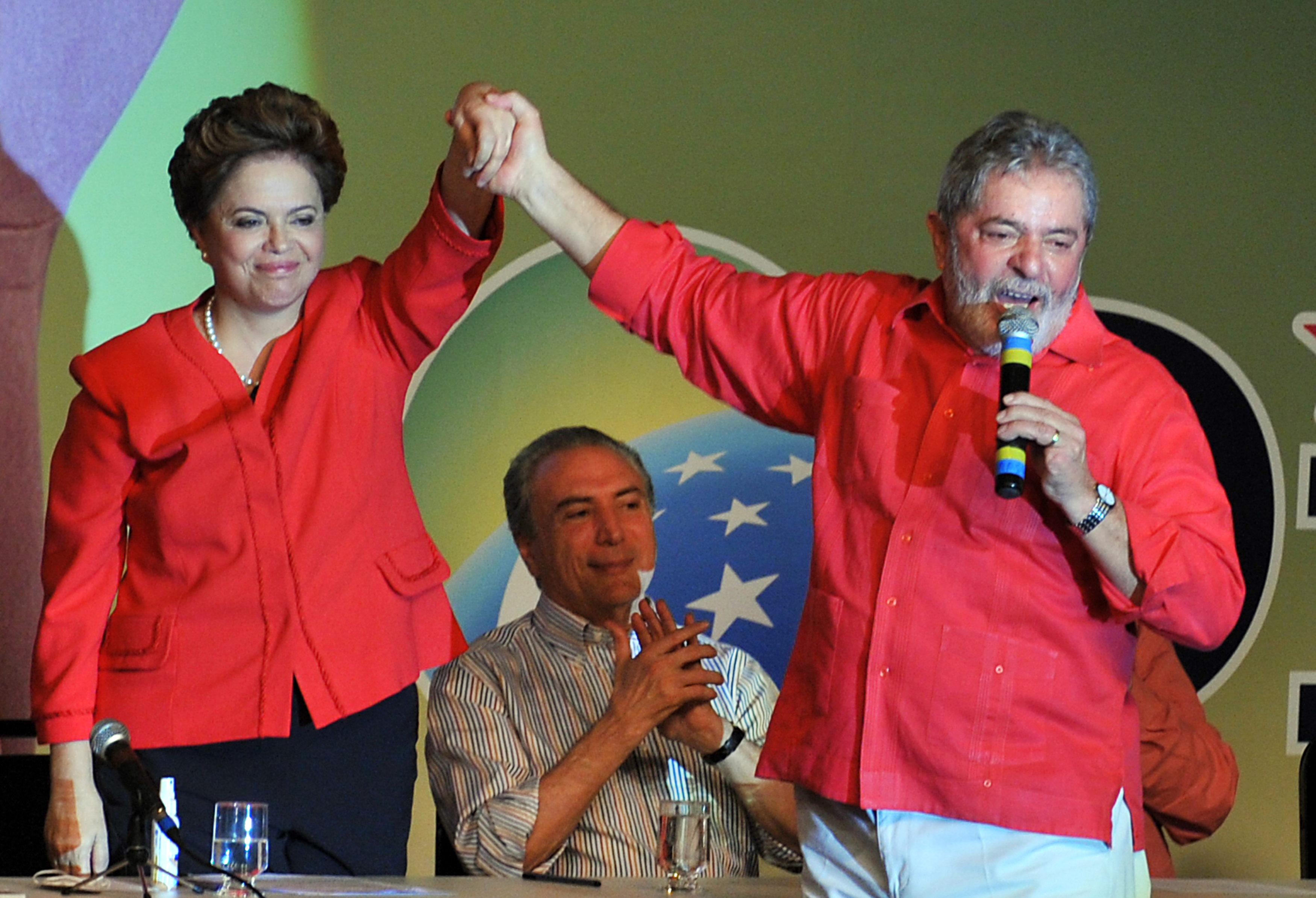
Dilma Rousseff e Lula na Convenção Nacional do Partido dos Trabalhadores em 2010.

Durante a campanha, Dilma fez quase duzentas promessas, incluindo: universalizar o Sistema Único de Saúde (SUS); erradicar a miséria e o analfabetismo; ampliar programas sociais como o Bolsa Família; ampliar o Programa de Aceleração do Crescimento (PAC); construir seis mil creches e pré-escolas; construir mais de dois milhões de moradias do Minha Casa, Minha Vida; reduzir os tributos; combater a corrupção; controlar a inflação; e reduzir o desmatamento da Amazônia.
Segundo informações divulgadas pelo jornal O Estado de S. Paulo, o programa de governo de Dilma registrado no Tribunal Superior Eleitoral em 6 de julho de 2010, uma formalidade exigida pela legislação, contemplou duas versões em questão de algumas horas. Inicialmente o partido registrou um papelório com dezenove páginas, todas rubricadas pela candidata, com temas supostamente controversos como a regulação e democratização da mídia, legalização aborto e reforma agrária. Horas depois, uma segunda versão, sem os temas mais controversos – classificados como radicais por diversos meios de comunicação, como a Folha de S.Paulo, o jornal O Globo e a revista Veja, – foi enviada para substituir o primeiro, esse assinado por advogados procuradores do PT. Ainda segundo o jornal, a assessoria da candidata teria afirmado que tanto ela quanto José Eduardo Dutra assinaram a versão sem ler o que estava escrito. Indagada, Dilma respondeu que "Nós não concordamos com a posição expressa [sobre controle da mídia, aborto e invasão de terras]". "Tem coisas do PT com as quais concordamos, coisas com as quais não concordamos, e assim nos outros partidos também".

### Multas eleitorais
Dilma foi a primeira candidata a presidência a receber multa eleitoral por propaganda irregular na eleição de 2010. A primeira multa, de cinco mil reais, foi em 13 de maio de 2010, após o TSE analisar o programa partidário veiculado pelo PT em dezembro de 2009 e considerar que houve propaganda antecipada em favor de Dilma. A segunda infração ocorreu dia 10 de abril de 2010, na sede do Sindicato dos Metalúrgicos. A terceira multa, também no valor de cinco mil reais, foi aplicada no dia 8 de julho de 2010.
No dia 13 de julho, a ministra do TSE Nancy Andrighi multou mais uma vez a candidata em seis mil reais. No dia 20 de julho uma representação impetrada pelo Ministério Público Eleitoral foi acatada pelo ministro Henrique Neves, e outra multa de cinco mil reais foi aplicada à presidenciável. No mesmo dia, outra multa de cinco mil reais foi aplicada à candidata. Por propaganda antecipada, Dilma contabiliza sete multas, totalizando trinta e três mil reais de débito com a justiça.

### Suposto dossiê

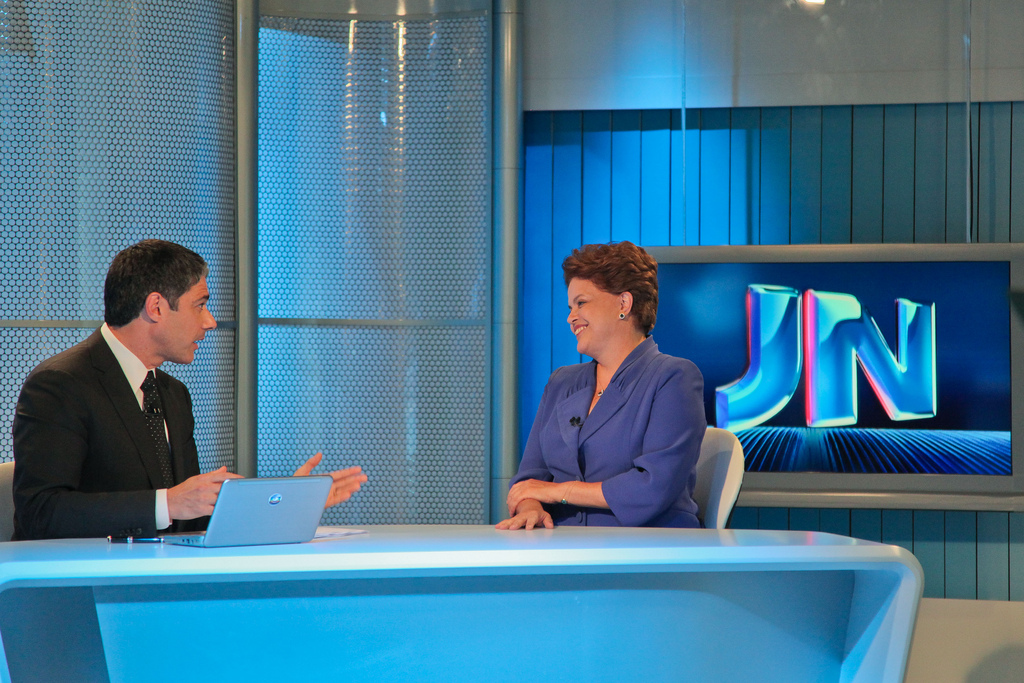
Dilma Rousseff em entrevista para o Jornal Nacional, ao lado do jornalista William Bonner, em 2011.

O delegado Onésimo das Graças Sousa, aposentado do Departamento de Polícia Federal, segundo reportagem da Folha de S.Paulo, alegou ter participado de um encontro com os coordenadores da campanha eleitoral de Dilma para a criação de um dossiê contra o também candidato José Serra. Onésimo diz que recusou-se a fazer o que lhe foi pedido e denunciou os fatos para a imprensa. Em depoimento no dia 17 de junho de 2010 para a Comissão de Controle das Atividades de Inteligência do Congresso Nacional Brasileiro, afirmou ter sofrido ameaça de morte por revelar esse plano para a confecção do dossiê.
Em uma segunda matéria publicada em 19 de junho de 2010, a Folha de S.Paulo afirmou que dados da declaração de imposto de renda do presidente do PSDB, Eduardo Jorge, oriundos do sistema da Receita Federal, haviam sido levantados por um "grupo de inteligência" da pré-campanha de Dilma. Os papéis também integrariam o suposto dossiê supracitado que, segundo a Folha, teria sido montado com o aval de uma ala da pré-campanha presidencial petista. Dois dias após a publicação da reportagem, a direção nacional do PT divulgou nota negando qualquer participação do partido no episódio. Em 13 de julho de 2010, em depoimento à Comissão de Constituição e Justiça do Senado onde foi convocado a se explicar sobre o caso, o secretário da Receita Federal, Otacílio Cartaxo, confirmou o acesso aos dados fiscais protegidos por sigilo do vice-presidente nacional do PSDB, Eduardo Jorge, mas se recusou a apontar o nome dos responsáveis, mesmo se a sessão fosse transformada em secreta. Após o depoimento de Cartaxo, o deputado federal Raul Jungmann (PPS-PE) informou que ingressaria com representação no Ministério Público Federal (MPF) contra o secretário da Receita Federal por crime de prevaricação. O deputado acusou o PT de utilizar o aparato do governo federal para atacar a oposição, declarando: "Primeiro foi o caso do caseiro Francenildo Costa. Agora, a Receita Federal está envolvida em outro escândalo. A transparência é fundamental nessa investigação".

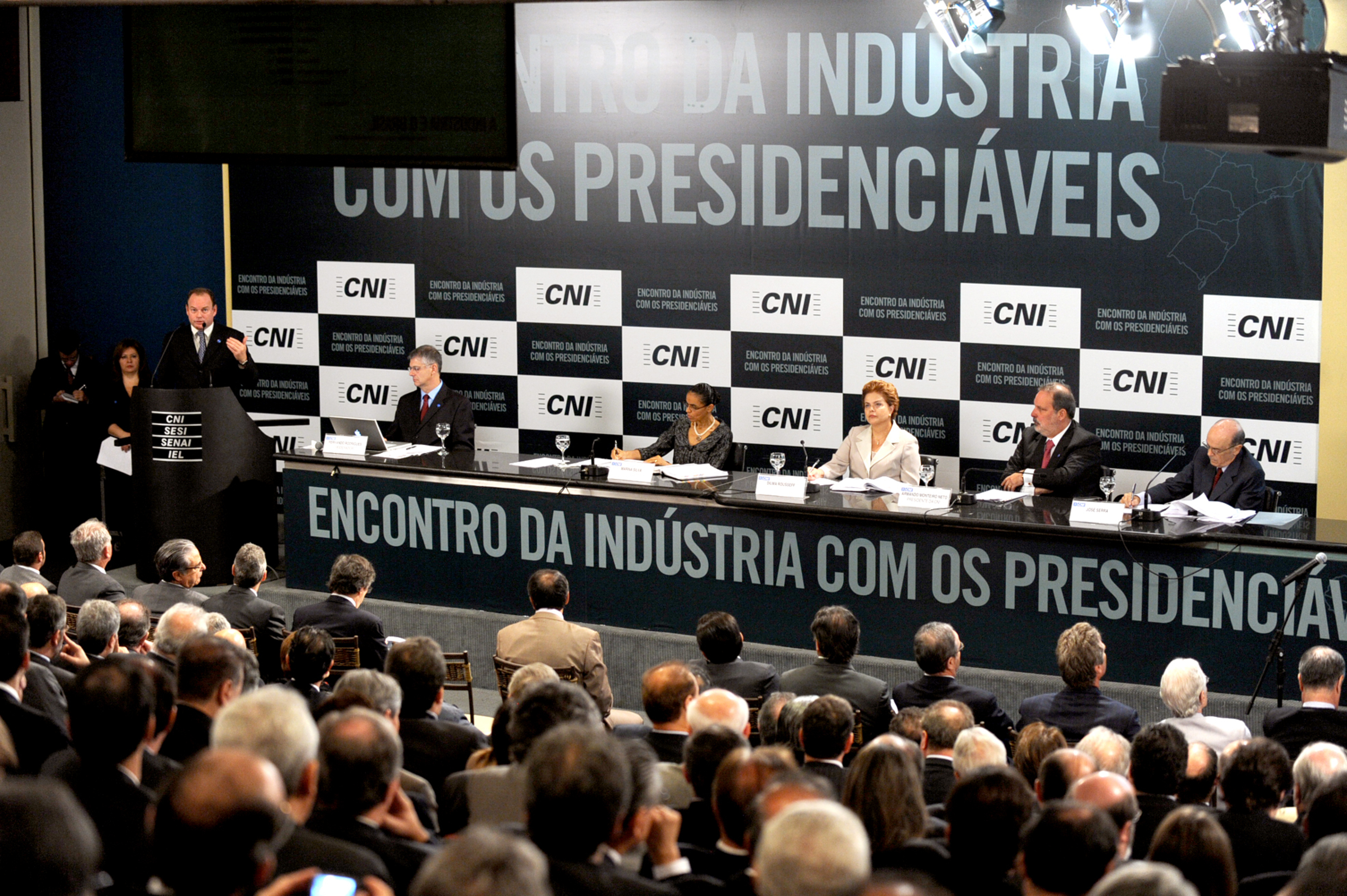
Debate entre os presidenciáveis promovido pela Confederação Nacional da Indústria em maio de 2010.

Reportagem publicada pela revista Carta Capital em junho de 2010 afirma que o suposto dossiê seria, na verdade, um livro, intitulado A Privataria Tucana, do jornalista Amaury Ribeiro Júnior, acerca de supostos escândalos envolvendo privatizações e desvio de dinheiro público em gestões do PSDB. Ainda segundo a Carta Capital, Onésimo, especialista em contraespionagem, teria oferecido ao PT serviços de vigilância e rastreamento de escutas telefônicas, mas foi descartado. Amaury foi indiciado por quatro crimes pela Polícia Federal em 25 de outubro do mesmo ano. Em entrevista ao programa Roda Viva, Dilma afirmou, sobre as alegações da Folha quanto à existência do suposto dossiê, que o jornal "não tem fé pública" e que enquanto o jornal não demonstrar provas, trata-se de uma "uma acusação infundada". Também afirmou que só não processou o jornal porque "respeita a liberdade de imprensa". O PT entrou com ação na justiça contra José Serra, pelo fato do candidato tê-la acusado de ser responsável pelo suposto dossiê.
Em 21 de julho, surgiu o nome de Antonia Aparecida Rodrigues dos Santos Neves Silva como possível responsável pelo vazamento. Antonia era analista da Receita Federal e foi exonerada do cargo em comissão que ocupava no dia oito de julho, uma semana após as denúncias surgirem na imprensa e a Receita ter aberto sindicância. Para o Fisco, foi com a senha de acesso de Antonia que os dados foram consultados e impressos sem justificativa legal. Casada com um auditor fiscal, Antonia também já participou da diretoria do sindicato dos servidores da receita na região do ABC. Segundo o sindicalista Helio Bernardes, atual presidente do Sindireceita, a servidora nega ter acessado os dados.

### Repercussão internacional

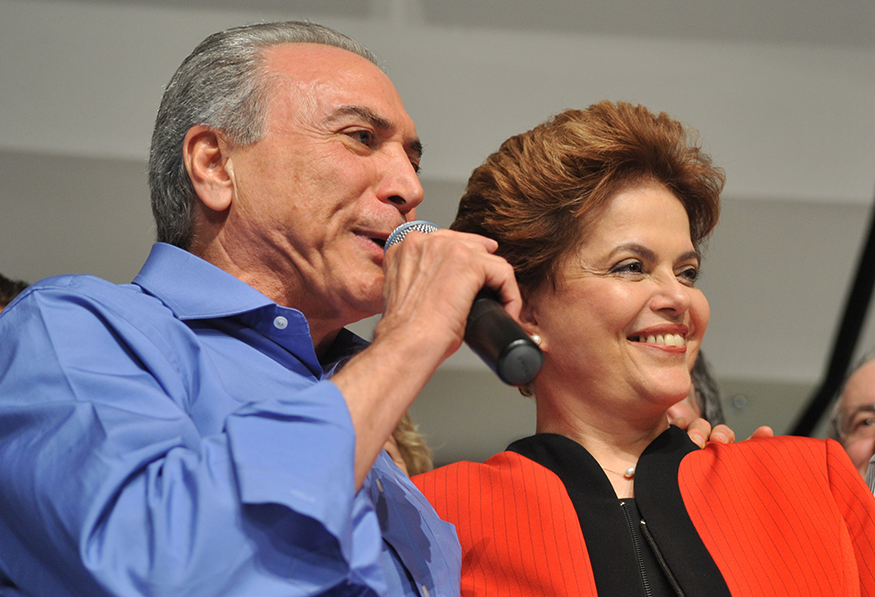
Dilma com o candidato a vice-presidente Michel Temer.

Para o jornal britânico The Independent, em matéria publicada sobre a candidata, a sua eleição "marca o desmantelamento final do 'Estado de segurança nacional', um arranjo que os governos conservadores nos Estados Unidos e na Europa já viram como seu melhor artifício para manter um status quo podre, que manteve uma vasta maioria na América Latina na pobreza, enquanto favorecia seus amigos ricos", sendo ela uma candidata que "não se constrange com o passado de guerrilha urbana, que incluiu o combate a generais e a temporada na prisão como prisioneira política". Disse também que, caso eleita, tornar-se-á "a mulher mais poderosa do mundo".
O jornal espanhol El País caracterizou Dilma como "uma grande gestora, mulher mais de ação do que de pensamento" e posteriormente, ao estimar que o candidato do PSDB José Serra poderia sofrer uma "derrota humilhante" nas urnas, pôs em questão o aparecimento de escândalos levantados por outros candidatos às vésperas das eleições: "milhares de brasileiros sonhavam com uma campanha eleitoral sem sobressaltos e centrada nas propostas dos candidatos, mas mais uma vez o jogo sujo está eclipsando o debate político".
A candidata, que é descendente de búlgaros, recebeu uma reportagem de duas páginas do mais importante periódico da Bulgária, o Trud, e vários jornalistas de meios de comunicação do país comentam com empolgação a possibilidade uma filha de búlgaro ser eleita presidente do Brasil. Durante sua campanha, o país experimentou uma espécie de "febre" e interesse por Dilma.

### Desempenho

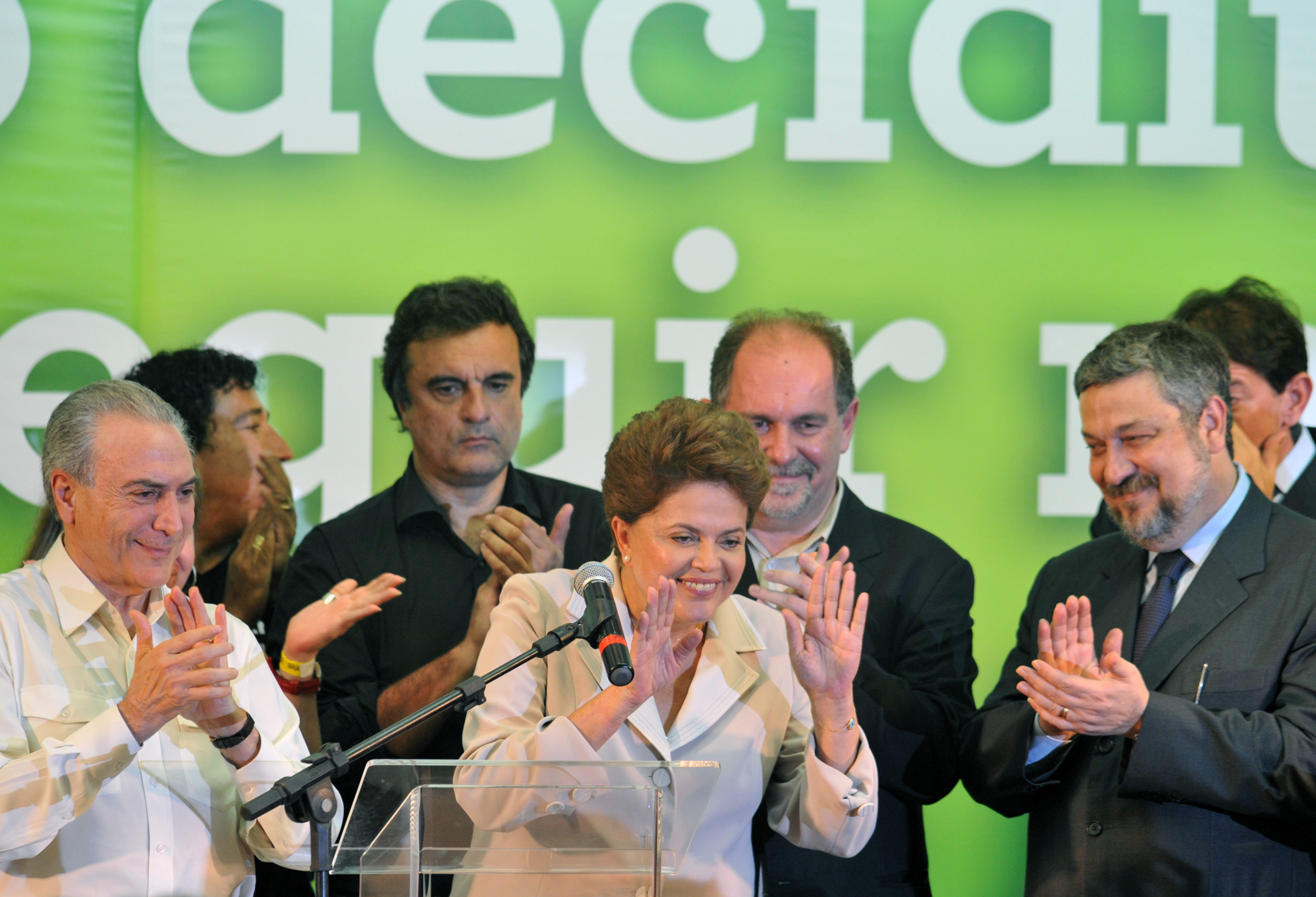
Dilma após ser eleita a primeira mulher Presidente do Brasil, em 31 de outubro de 2010.

No primeiro turno das eleições, em 3 de outubro de 2010, Dilma recebeu a maior parte dos votos na eleição presidencial. Com mais de 47 milhões de votos, se tornou a mulher mais votada das Américas. Entretanto, ela teve de enfrentar um segundo turno contra o segundo candidato mais votado, José Serra (PSDB), no dia 31 de outubro, uma vez que ela foi incapaz de conseguir romper a barreira de 50% dos votos válidos, ou seja, não obteve a maioria dos votos.
No segundo turno, a coligação Para o Brasil seguir mudando recebeu o apoio do PP, que havia permanecido neutro no primeiro turno, mesmo que a maioria de seus diretórios e candidatos já houvessem apoiado a candidata do PT. O PSOL instruiu seus filiados a não darem "nenhum voto a Serra", liberando o voto para Rousseff. Enquanto o candidato presidencial do partido, Plínio de Arruda Sampaio, declarou voto nulo, a bancada do partido no Congresso defendeu o "voto crítico" em Rousseff.
Em 31 de outubro de 2010, Dilma foi eleita presidente do Brasil. Obteve 56,05% do total de votos válidos, contra 43,95% de José Serra. Dilma escolheu a Rede Record para conceder sua primeira entrevista após sua eleição. Ela respondeu às perguntas das jornalistas Ana Paula Padrão e Adriana Araújo, em Brasília, e elogiou a editora por ter sido entrevistada justamente por mulheres. Dilma também foi a primeira eleita democraticamente, desde o fim do regime militar no Brasil, a conceder sua primeira entrevista pós-eleição a uma emissora que não fosse a Rede Globo. Durante a conversa, Dilma ainda anunciou que a Record seria a primeira a noticiar o novo ministério escolhido pela presidente.
Em seu pronunciamento, tratou de diversos temas, entre eles a valorização da democracia, a liberdade de imprensa, a liberdade religiosa e sobretudo as mulheres. Disse ainda que seu governo iria manter a inflação sob controle, melhorar os gastos públicos, simplificar a tributação e melhorar os serviços públicos para a população.
Vou fazer um governo comprometido com a erradicação da miséria e dar oportunidades para todos os brasileiros e brasileiras. Mas, humildemente, faço um chamado à nação, aos empresários, trabalhadores, imprensa, pessoas de bem do país para que me ajudem.— Dilma Rousseff
| Eleição presidencial de 2010 | Eleição presidencial de 2010 | Eleição presidencial de 2010 | Eleição presidencial de 2010 | Eleição presidencial de 2010 |
| Turno                        | Candidata                    | Vice                         | Votos                        | %                            |
| ---------------------------- | ---------------------------- | ---------------------------- | ---------------------------- | ---------------------------- |
| 1°                           | Dilma                        | Michel Temer                 | 47.651.434                   | 46,9%                        |
| 2°                           | Dilma                        | Michel Temer                 | 55.752.483                   | 56,0%                        |

Nas eleições parlamentares, a coligação Para o Brasil seguir mudando obteve controle de 352 dos 513 assentos da Câmara dos Deputados, e de 54 dos 81 assentos do Senado Federal. Isso irá garantir a Rousseff uma ampla maioria em ambas as casas legislativas, algo que o atual governo do PT, liderado pelo presidente Luiz Inácio Lula da Silva, jamais teve. A coligação também conseguiu eleger 11 dos 18 governadores definidos em primeiro turno. A coligação conseguiu eleger mais cinco governadores no segundo turno.
No mesmo pleito configurou-se grandes derrotas para a oposição ao governo federal, reunida ao redor da coligação de centro-direita O Brasil pode mais, liderada pelo ex-governador de São Paulo José Serra. Na disputa parlamentar, a oposição encolheu de 133 para 111 deputados federais e de 38 para 27 senadores. A coligação também conseguiu eleger apenas 7 dos 18 governadores eleitos em 3 de outubro, ganhando o controle de mais quatro estados no dia 31. Por outro lado, a oposição de esquerda ao governo federal, liderada pelo PSOL, uma dissidência do PT, manteve o controle de três assentos na Câmara e obteve mais um assento no Senado.
| Eleições parlamentares*              | Eleições parlamentares* |
| ------------------------------------ | ----------------------- |
| Assentos na Câmara:                  | 352 / 513               |
| Assentos no Senado:                  | 54 / 81                 |
| (*) Considerando os resultados do PP |                         |

| 16 / 27 |